# Dub na Orlí louce
Dub na Orlí louce je památný strom rostoucí na severu České republiky, v Libereckém kraji, při jižním okraji krajského města Liberce.

## Poloha a historie
Strom roste na kraji lesa jižně od okresního města. Severozápadně od něj se nachází městská část Vesec, severně Vratislavice nad Nisou a východně Proseč nad Nisou. Jižně od památného stromu se vypíná do výše 637 metrů nad mořem vrchol Císařský kámen a jihovýchodně kopec U Pramene (518 m n. m.). Západně od stromu leží lokalita Sedmidomky, kterou prochází naučná stezka nazvaná Mojžíšův pramen – Císařský kámen, a východně po místní komunikaci vede žlutě značená turistická trasa od vratislavické železniční stanice k Mojžíšovu prameni. O prohlášení stromu za památný rozhodl magistrát města Liberec, jenž dne 9. května 2008 vydal příslušný dokument, který nabyl své právní účinnosti 5. června 2008. Vzhledem k tomu, že v dokumentu byla sice popsána podoba ochranného pásma, avšak chybělo uvedení konkrétních parcel, jež jsou tímto pásmem zasaženy, což úřad sám označil za chybu, vydal totožný úřad 14. června 2010 opravné rozhodnutí, jež je účinné od 27. července 2010.

## Popis
Památný strom je dub letní (Quercus robur) o výšce 21 metrů, jehož kmen má obvod 496 centimetrů. Při jeho vyhlašování bylo v okolí stromu definováno rovněž ochranné pásmo mající tvar kruhu se středem v ose kmene památného stromu, jenž má šestnáctimetrový poloměr.